# Fredrik Hertzberg
Fredrik Hertzberg, född 1966, är docent i nordisk litteratur vid Helsingfors universitet, skribent och litteraturkritiker. Han är son till Lars Hertzberg. 
Hertzberg disputerade vid Department of English, State University of New York at Buffalo 2001 och i litteraturvetenskap vid Åbo Akademi 2003. Avhandlingen Moving Materialities. On Poetic Materiality and Translation, with Special Reference to Gunnar Björling's Poetry, undersöker estetiska och materiella frågor i poesiöversättningens teori och praktik. En stor del av Hertzbergs forskning är ägnad finlandssvensk modernism. Hertzberg recenserade bl.a. finlandssvensk litteratur i Svenska Dagbladet 2002–2012 och har recenserat i bl.a. Hufvudstadsbladet. 
Hertzberg var redaktör för Biografiskt lexikon för Finland 2003–2012, varefter han skrev en biografi över Gunnar Björling, som gavs ut av Svenska litteratursällskapet i Finland och bokförlaget Appell våren 2018. Biografin "Mitt språk är ej i orden." Gunnar Björlings liv och verk belönades 2019 med tre priser: Axel Hirschs pris av Svenska Akademien, Samfundet De Nios Särskilda pris och ett pris ur Eklund-Modeenska fonden av Svenska litteratursällskapet i Finland.

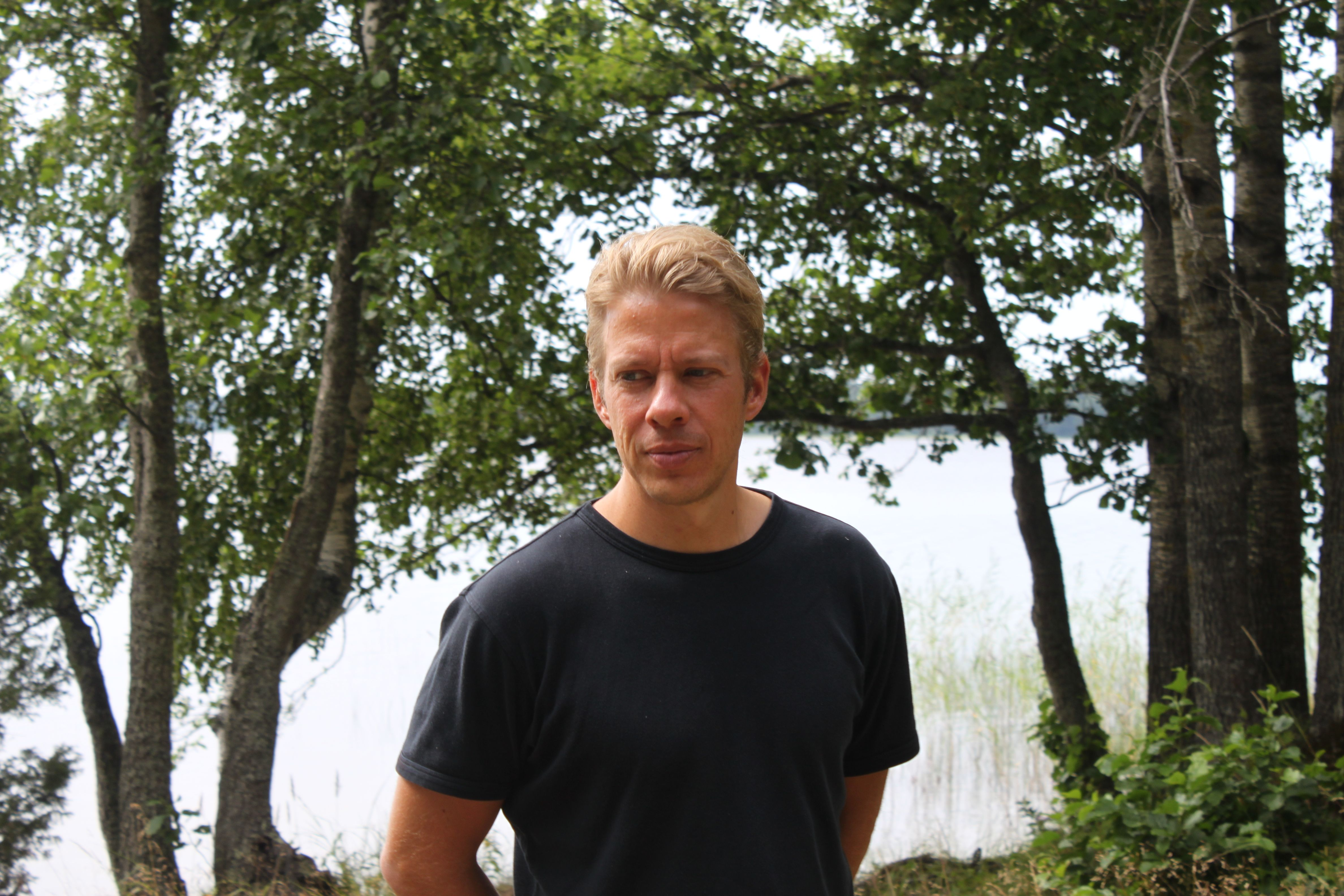
Fredrik Hertzberg, Rantasalmi, Savolax 2010